# Agrostis elliotii
Agrostis elliotii är en gräsart som beskrevs av William Jackson Hooker och Scott-elliot. Agrostis elliotii ingår i släktet ven, och familjen gräs.
Artens utbredningsområde är Madagaskar. Inga underarter finns listade i Catalogue of Life.